# Iberiotoxin
Iberiotoxin (synonym Kaliumkanaltoxin alpha-KTx 1.3, IbTx) ist ein Toxin aus dem roten indischen Skorpion Mesobuthus tamulus.

## Eigenschaften
Iberiotoxin ist ein Protein und Skorpiontoxin. Iberiotoxin bindet und hemmt Calcium-aktivierte Kaliumkanäle des Typs maxi-K (KCa1.1/KCNMA1). Iberiotoxin ist strukturell mit Charybdotoxin a, Charybdotoxin b, Limbatustoxin und ferner mit Noxiustoxin, Margatoxin und Tityustoxin Kα verwandt.